# Natronaï bar Hilaï
Natronaï Gaon
Natronaï ben (ou bar) Hilaï Gaon (hébreu : רב נטרונאי בר רב הילאי Rav Natronaï bar Rav Hilaï) est un rabbin babylonien du IXe siècle.
Il assure le gaonat (direction académique) de l’ école de Soura de 853 à 858 EC, succédant à Sar Shalom ben Boaz et précédant Amram ben Sheshna.
Il fut Gaon 56 ans après la mort de son père, entretemps huit Geonim l'avaient précédé.
Même âgé, étant Gaon, il a développé les lois du judaïsme jusqu’à la fin de ses jours. il était lié aux Juifs de la diaspora, en majorité d'Espagne.
Il répondit à beaucoup de questions sur les sujets de la tefilah (prière), des 100 bénédictions, de la lecture de la Torah; dix de ses réponses sont rentrées dans le sidour du Gaon Rav Amram.
Il répondait notamment aux questions de la communauté d'Alicano et Lucena (Espagne).
150 ans après sa mort, les Juifs espagnols ont gardé la hagadah de leur ancêtre que Natronaï leur avait envoyé par "kefitzat haderekh" (contraction/raccourcissement du chemin).
De plus, il dicta tout le Talmud par cœur. Il faisait attention de déraciner des coutumes suspectes dans les lectures mais ne forçait personne à se comporter ainsi.
Il était proche des personnes qui faisaient techouva (qui revenaient à la religion).
On lui a attribue un recueil de lois même si quelques responsas viennent d'autres auteurs.
Ses réponses furent compilées par Irmiel de Rodin à Jerusalem en 1994.
Il est l’auteur de nombreux responsa fréquemment cités par ses successeurs et semble le premier à y dénoncer directement le karaïsme.

## Éléments biographiques
Natronaï Gaon est issu de l’une des dynasties académiques de Babylonie parmi lesquelles se recrutaient les gueonim et pourrait descendre de l’exilarque Boustenaï. Son père, Rav Hilaï ben Rav Mari, avait officié comme gaon environ trente ans avant lui.
Selon l’épître de Sherira Gaon, il n’occupe la fonction que pendant cinq ans, du fait de son âge fort avancé lors de sa nomination mais selon Moshe Gil, son gaonat pourrait avoir duré aussi longtemps que celui de son collègue de Poumbedita, Paltoï ben Abaye et la divergence de dates serait le fait d’une querelle entre Natronaï et Amram ben Sheshna.
Sous son règne, Soura gagne grandement en influence. Son autorité et son prestige se ressentent à travers toute la diaspora, au point qu’on le crédite d’un don d’ubiquité. Les Juifs de France affirment en effet qu’il s’y serait miraculeusement transporté pour instruire les gens avant de repartir en Babylonie par le même moyen mais Haï Gaon met ce récit sur le compte d’un aventurier ayant usurpé son identité (il est cependant avéré que Natronaï Gaon a entretenu une correspondance avec les rabbins de France).

## Œuvre
L’œuvre de Natronaï consiste essentiellement en responsa à des questions qui lui sont adressées depuis l’ensemble de la diaspora juive.
Environ trois cents de ces responsa avaient été préservés dans diverses compilations. Robert Brody en a édité 562 en 1994, dans une édition critique en deux volumes, intitulée Teshouvot Rav Natronaï Gaon. Ils traitent de questions de loi se rapportant à l’ensemble des domaines de la vie juive ainsi que d’exégèse talmudique. Natronaï Gaon y démontre une maîtrise totale des sujets traités ainsi que de grandes capacités pédagogiques, employant la langue que son correspondant comprend le mieux et maîtrisant aussi bien le judéo-araméen babylonien que l’hébreu mishnaïque et l’arabe bien qu’il le réserve à sa correspondance scolastique.
Il est cependant principalement connu pour ses tentatives d’unifier la liturgie juive. Natronaï Gaon prend en effet particulièrement à cœur les conversions et hérésies qui se produisent en son temps. Il s’en prend à tous ceux qui s’écarteraient des coutumes en usage dans les académies babyloniennes, dénonçant dans un même souffle et en termes violents le karaïsme, un courant juif scripturaliste qui rejette la Torah orale des rabbins et semble rencontrer un succès grandissant (il semble être le premier à s’opposer à eux car quelques années plus tôt, Haï ben David note que le collège de Soura, en plein déclin devant celui de Poumbedita, se compose pour moitié des descendants de Daniel ben Saul ben Anan, cible principale des attaques de Natronaï). Dans un autre responsum, il se montre plus sévère encore envers les Juifs qui se sont écartés de la Torah orale et de la Torah écrite, acceptant de les réintégrer à la communauté d’Israël mais refusant d’y accueillir leurs enfants du fait du soupçon de bâtardise qui pèse sur eux.
Natronaï Gaon insiste donc fortement sur la nécessité d’observer les rites des académies de Soura et Poumbedita et les institutions établies comme l’usage du Targoum araméen et non d’une nouvelle traduction en arabe. Il rédige en outre à l’attention des Juifs de Lucène un long responsum intitulé Mea Berakhot dans lequel il explique quelles sont les cent bénédictions qu’un Juif doit, selon Rabbi Meïr, réciter quotidiennement et à quel moment s’en acquitter ; ce responsum préfigure donc le Seder d’Amram Gaon. Il enjoint aussi d’observer d’autres usages de son temps. Il est ainsi le premier à mentionner la consommation d’une tête de mouton à Roch Hachana, les kapparot à réaliser la veille de Yom Kippour, les azharot (poèmes liturgiques énumérant les 613 commandements, composés pour être lus à Chavouot), la bénédiction sur deux miches les jours de fête, la contemplation des ongles à la lumière du feu lors de la havdala etc,.